# Caesalpinieae
Caesalpinieae és una tribu d'angiospermes de la subfamília Caesalpinioideae de les fabàcies.

## Particularitats
Les espècies d'aquesta tribu presenten fulles bipinnades, excepcionalment pinnades.
El calze és dialisèpal. La corol·la presenta 5 pètals i l'androceu, 10 estams (rarament menys). Els estams tenen sovint el filament pilós i les anteres dorsifixes i versàtils.

## Gèneres
| - - Acrocarpus - Arapatiella - Arcoa - Balsamocarpon - Batesia - Burkea - Bussea - Caesalpinia - Campsiandra - Cenostigma - Chidlowia - Colvillea - Conzattia - Cordeauxia - Delonix - Dimorphandra - Diptychandra - Erythrophleum - Gleditsia - Gymnocladus - Haematoxylum - Hoffmannseggia - Jacqueshuberia - Lemuropisum - Lophocarpinia | - - Melanoxylum - Moldenhawera - Mora - Moullava - Orphanodendron - Pachyelasma - Parkinsonia (syn. Cercidium) - Peltophorum - Poeppigia - Pomaria - Pterogyne - Pterolobium - Recordoxylon - Schizolobium - Sclerolobium - Stachyothyrsus - Stahlia - Stenodrepanum - Stuhlmannia - Sympetalandra - Tachigali - Tetrapterocarpon - Vouacapoua - Zuccagnia |